# NGC 557
NGC 557 è una galassia lenticolare situata nella costellazione della Balena a una distanza di circa 252 milioni di anni luce dalla nostra Via Lattea.

## Scoperta
NGC 557 è stata scoperta il 20 novembre 1886 dall'astronomo statunitense Lewis Swift. In seguito, il 20 ottobre 1897, fu osservata dall'astronomo francese Guillaume Bigourdan e inscritta nell'Index Catalogue con la designazione IC 1703.

## Descrizione
La designazione DRCG 7-17 è stata utilizzata da Wolfgang Steinicke per indicare che questa galassia figura nel catalogo degli ammassi galattici di Alan Dressler. I numeri 7 e 17 indicano rispettivamente che si tratta del 7º ammasso (Abell 194) e della 17ª galassia di questa lista.
Questa galassia è designata Abell 194:[D80] 17 dal database NASA/IPAC.